# Richard Sykes (bioquímico)
Richard Brook Sykes, DSc, FRS, FMedSci, HonFREng (7 de agosto de 1942) es presidente de la Royal Institution, Imperial Universitario Healthcare y canciller de Brunel University London. Sykes también preside la Fundación de Médula ósea de Reino Unido y es director no ejecutivo de Lonza AG.

## Educación
Se educó en Queen Elizabeth College donde se graduó con un Bachelor de grado de Ciencia en Microbiología. Luego estudió para un PhD en bioquímica microbiana en la Universidad de Brístol, graduándose en 1972 con una tesis en B-lactamases de Pseudomonas aeruginosa.

## Carrera
Hasta 2002, Sir Richard Sykes era presidente de GlaxoSmithKline, siguiendo una carrera de investigaciones en Glaxo y Glaxo Wellcome. Fue rector de Londres Universitario Imperial, Reino Unido, de 2001-2008.  En octubre de 2008, Sykes aceptó la invitación de Farad Azima para unirse al NetScientific Group como Pte. no ejecutivo.  Sir Richard fue director independiente Sr y diputado no ejecutivo y presidente del Comité de Remuneración de Eurasian Natural de Recursos Naturales (ENRC) hasta junio de 2011.

## Imperial College
Entre enero de 2001 a julio de 2008, Sykes fue el Rector del Londres Universitario Imperial.
Su trayectoria allí no estuvo exenta de polémica.
- En 2004 encabece un intento malogrado de fusionar Universidad Imperial con Londres Universitario Universitario.
- Apoyó el levantamiento del aranceles de £3.000 en tasas de matriculación y en cambio dejó a las universidades el fijar costes a cualquier precio hasta £10.000, propuesta opuesta por muchas sociedades que representan estudiantiles. Esto fue mucho tiempo antes de que gobierno de coalición del Reino Unido reformara eso y dejando £9,000 en costes para ser cobrados en 2011.[cita requerida]
- Su predecesor en el Imperial rompió una posible fusión con el Colegio Universitario agrícola de Londres, Wye Universidad. Sykes anuló la promesa de mantener Ciencias Agrícolas que se imparten en Wye a finales de 2004. En 2005 Imperial anunció planes para crear cultivos no alimentarios y centro de búsqueda de combustibles de biomasa, anclando un desarrollo de alojamiento importante en tierra universitaria.[cita requerida] La extensión cierta de estos planes, el cual habría visto la comunidad académica devenido una ciudad, se mantuvo secreto del público por la Imperial, Ashford Consejo del Burgo y Consejo de Condado del Kent. El plan se colapsó en junio de 2006 después de filtrarse a medios de comunicación, y perdió su potencial socio de la industria, e Imperial entonces renunció a todas las aspiraciones de desarrollo para el campus y tierra circundante.[12] La campaña Salvar.Wye lo describió a Sykes como "...Un empresario avaro posando como académico" después de que la extensión de los planes se revelase. Un libro por David Hewson detalla el episodio.[12]
- En marzo de 2006 su salario devino en centro de atención entre personal Universitario Imperial y alumnado después que el diario del alumnado, FELIX, publicó un artículo destacando cuánto se le pagaba: Sir Richard recibió un salario de £ 305.000 año, el segundo más alto entre los rectores después de la Profª. Laura Tyson, decana del Londres Escuela Empresarial.

El 1 de julio de 2008, dejó el cargo al Rector de Universidad Imperial por el Prof. Roy Anderson.

## Otras actividades
Sir Richard fue presidente del Advisory Panel of Think-Tank Reform. Fue un trustee del Museo de Historia Natural, Londres de 1996 a 2005 y de los Jardines Botánicos Reales, Kew de 2003-2005.Fue Presidente de la Asociación británica para el Adelanto de Ciencia de 1998-99.
En septiembre de 2008, se le nombró para un asiento del NHS Londres, pero dimitió en mayo de 2010 por la decisión del Ministerio de Cameron parando las planeadas reorganizaciones de Hospitales en Londres.
Fue miembro del Comité Nacional de Investigación a Educación más Alta que publicó un informe influyente en 1997. Es un miembro del Consejo consultivo para la Campaña para Ciencia e Ingeniería.
Se unió al Adcurata Consejo consultivo de Cambio Cultural en septiembre de 2012 para aconsejar sobre Mercados farmacéutico y de salud.

## Premios y honores
Sykes tiene un número de grados honorarios, incluyendo de las universidades de Birmingham, Brunel, Cranfield, Edimburgo, Hertfordshire, Huddersfield, Hull, Leeds, Leicester, Madrid, Newcastle, Nottingham, Sheffield Hallam, Sheffield, Strathclyde, Surrey, Warwick y Westminster. También nombrado como socio honorario de la Real Academia de Ingeniería en 2004.
Sykes fue elegido miembro de la Sociedad Real en 1997.
Fue nombrado caballero en 1994 Año Nuevo Honores. En 1999 se le otorgó el Singapur  Día Nacional Premio de Estrella de Servicio Público por sus servicios a la economía de Singapur.[cita requerida]